# إيرينا كوزمينا
إيرينا كوزمينا مواليد 16 يناير 1986 في ريغا، هي لاعبة كرة مضرب لاتفية سابقة بدأت مسيرتها كمحترفة سنة 2003 وكانت تلعب باليد اليمنى. أعلى تصنيف لها في الفردي كان المركز الـ 307 في سنة 2008. أعلى تصنيف لها في الزوجي كان المركز الـ 193 في سنة 2009.

## روابط خارجية
- إيرينا كوزمينا على موقع رابطة محترفات التنس (الإنجليزية)
- إيرينا كوزمينا على موقع الاتحاد الدولي لكرة المضرب (الإنجليزية)
- إيرينا كوزمينا على موقع كأس بيلي جين كينغ (الإنجليزية)
- إيرينا كوزمينا على موقع خلاصة التنس.كوم (الإنجليزية)